# Bernard Minoret
Bernard Minoret est un écrivain français né le 7 février 1928 à Paris et mort le 7 juillet 2013 à Versailles,. Il est notamment l'auteur, avec Philippe Jullian, du pastiche Les Morot-Chandonneur (Grasset). Il a été un grand ami de James Lord, avec qui il a fréquenté Picasso, Cocteau, Dora Maar, Marie-Laure de Noailles et beaucoup d'autres célébrités des Lettres, des Arts et de la « gentry ».
Bernard Minoret est aussi l'auteur de  pièces de théâtre comme La Fuite en Chine écrite avec Danièle Vézolles et Roland Barthes, ou Les salons, une pièce écrite avec Claude Arnaud où est analysée la rivalité de deux femmes du XVIIIe siècle : Madame du Deffand et Julie de Lespinasse.
Cet esthète homosexuel est aussi connu pour les soirées et les salons de son appartement parisien de la rue de l'Université, où se rencontraient de nombreux artistes, des peintres Ramón Alejandro et Emmanuel Pereire, l'acteur Fabrice Luchini ou les cinéastes Jacques Fieschi et Anne Fontaine, dont il a été le pygmalion.

## Filmographie
- 1999 : Sade de Benoît Jacquot. Scénario de Serge Bramly, Jacques Fieschi et Bernard Minoret
- 1995 : Le Roi de Paris de Dominique Maillet. Scénario de Jacques Fieschi, Dominique Maillet, Bernard Minoret et Jérôme Tonnerre